# BEAUTIFUL (MEGのアルバム)
『BEAUTIFUL』（ビューティフル）は、2009年5月27日に発売されたMEGの6枚目のアルバムである。

## 概要
- 前作『STEP』より約1年ぶりとなるアルバム。ユニバーサルミュージック移籍後第3弾となる本作も、『BEAM』『STEP』に引き続きサウンドプロデュースは全曲中田ヤスタカが務める。
- 「初回限定盤」と「通常盤」との2形態での発売。「初回限定盤」には「PRECIOUS」「FREAK <yasutaka nakata remix>」「SKIN」「BEAUTIFUL」のPVを収録したDVDの他、16ページに及ぶ写真集ブックレット、ポストカード2枚が付属し、スペシャルパッケージ仕様となる。

## 収録曲

### CD
1. DAYS
2. PRECIOUS
  - 12thシングル。
3. TELEPHONE
4. LIES
5. STAR
6. STAND
7. WHY
8. JOKER
9. SKIN
10. BEAUTIFUL

### DVD
1. PRECIOUS
  - 12thシングル。
  - PVのディレクターは野田凪。
2. FREAK <yasutaka nakata remix>
  - 13thシングル曲「FREAK」の中田ヤスタカによるリミックス。DVDのみでの発表だったが、BEST FLIGHT Terminal Bにて初CD化された。中田が「できればDVDにも入れて欲しくない」とこの曲が入ることに難色を示したため、DVDにリミックスという形での収録となった。
  - ディレクターは宇川直宏。
  - 近年MEGのプロモーションに多く利用されているリカちゃん人形の他に、「FREAK」の原曲のPVも利用されている。
3. SKIN
  - ディレクターはENLIGHTENMENT。
4. BEAUTIFUL
  - ディレクターは「MAGIC」「HEART」「FREAK」PVの監督も務めた多田卓也。
  - MEG本人はもちろん、リウさん（オリジナル）、リウさん（着ぐるみ）、イカスミくん、メグリカちゃんなど、全員勢揃いのPVとなっている。